# Alekhin (månekrater)
Alekhin er et nedslagskrater på Månen, som ligger på den sydlige halvkugle på Månens bagside. og er opkaldt efter den sovjetiske raketdesigner Nikolaj Alekhin (1913-1964).
Navnet blev officielt tildelt af den Internationale Astronomiske Union (IAU) i 1970.

## Omgivelser
Krateret ligger nord for Zeemankrateret og syd-sydøst for Fizeaukrateret. Mod vest ligger Crommelinkrateret og i øst-sydøstlig retning Doerfelkrateret.

## Satellitkratere
De kratere, som kaldes satellitter, er små kratere beliggende i eller nær hovedkrateret. Deres dannelse er sædvanligvis sket uafhængigt af dette, men de får samme navn som hovedkrateret med tilføjelse af et stort bogstav. På kort over Månen er det en konvention at identificere dem ved at placere dette bogstav på den side af satellitkraterets midte, som ligger nærmest hovedkrateret. Alekhinkrateret har følgende satellitkratere:
| Alekhin | Bredde  | Længde   | Diameter |
| ------- | ------- | -------- | -------- |
| E       | 67,2° S | 124,1° V | 38 km    |